# John Rich
John Rich (1682 - 1761) foi um importante director de teatro londrino do século XVIII. Abriu o Teatro Novo em Lincoln's Inn Fields (1714) e começou a representar luxuosas produções. Introduziu a pantomima na cena inglesa e ele mesmo interpretou a figura de Arlequim desde 1717 até 1760 sob o nome de "Lun." O seu teatro especializou-se no que os contemporâneos chamaram "espectáculo." Hoje chamar-se-lhe-ia "efeitos especiais." Suas representações incluiriam disparos de canhão reais, animais e múltiplos artifícios de batalha. 